# Impatiens torulosa
Impatiens torulosa är en balsaminväxtart som beskrevs av Joseph Dalton Hooker. Impatiens torulosa ingår i släktet balsaminer, och familjen balsaminväxter. Inga underarter finns listade i Catalogue of Life.